# ما هونغ بين
ما هونغ بين (بالصينية: 马鸿宾) (بالشيوئرتشنغ مَا حْو بٍ,) ( سبتمبر 1884 - 21 أكتوبر 1960)، هو أمير حرب صيني مسلم بارز نَشط بشكل رئيسي خلال العهد الجمهوري، وكان جزءًا من جماعة ما. وقد شغل منصب الرئيس بالنيابة لمقاطعي قانسو ونينغشيا لفترة قصيرة.

## عن حياته

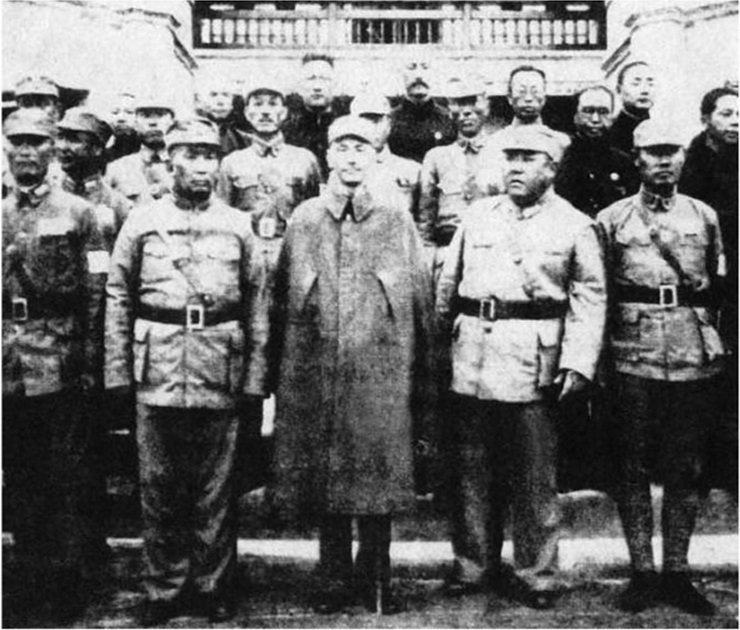
الزعيم الصيني شيانج كاي شيك في الوسط مع الجنرالين المسلمين ما هونغ بين (الثاني من اليسار)، وما هونغكوي (الثاني من اليمين) في نينغشيا أغسطس 1942

ولد ما في قرية هانشياشي، في مقاطعة لينكسيا، قانسو . وهو ابن ما فولو الذي توفي في عام 1900 عندما كان يقاتل ضد الأجانب في معركة بكين (1900) في ثورة الملاكمين. وباعتباره ابن شقيق ما فوكسيانغ، تبع لاحقًا فنغ يو شيانغ ونضم إلى الجيش. كان هو وما فوكسيانغ يحميان مهمة كاثوليكية في سانداوه من هجمات جيلاوهوي، وحصلوا على وسام ليوبولد (بلجيكا) ("وسام الملك ليوبولد") خلال انتفاضة في قانسو في حرب السهول الوسطى، هاجم الجنرال ما تينغ كسيانغ ما هونغ بين الذي كان يخدم في إدارة فنغ في نينغشيا. وبناًء على تعاونه مع شيانج كاي شيك، تم تعيينه قائد الفرقة 22، في جيش 24، داخل الجيش الثوري الوطني . وكان حاكم نينغشيا من 1921 إلى 1928 ورئيس حكومة نينغشيا في عام 1930. ومع ذلك، نشب صراع على السلطة
```
بين ما هونغ بين وابن عمه ما هونغكوي، والتي تم استغلالها من قبل شيانج كاي شيك لمصلحته الخاصة عن طريق منع ما هونغ بين من الهزيمة الكلية. في عام 1930، عين شيانج ما هونغ بين رئيسًا لمجلس مقاطعة قانسو، وهو منصب شغله حتى عام 1931. ومع ذلك، كان ما هونغ بين ذو سيطرة محدودة جدا، حيث كانت السيطرة الفعلية لقانسو في الغالب تحت سيطرة رجل حرب مسلم آخر منافس هو ما زونغينغ. حتى بعد انضمام 
ما تشونغ يينغ
 إلى 
الاتحاد السوفييتي
 السابق في يوليو 1934، كانت معظم القوات المحلية المتبقية والسكان لا تزال موالية لما زونغينغ. خلال صعود ما هونغ بين إلى السلطة، جنبًا إلى جنب مع ابن عمه ما هونغكوي وغيرهم من الجنرالات المسلمين وأمراء الحرب مثل 
ما بوفانغ
 وما باوقينغ، كانت مفيدة في مساعدة ابن عم ما بوفانغ، ما تشونغينغ، أن يسود في قانسو، لأنهم لا يريدون ما زونغينغ كامنافس لهم في مزارعهم الخاصة، لذلك شجعوا ودعموا ما تشونغينغ لتطوير قاعدته العسكرية الخاصة في مناطق أخرى مثل قانسو 
وشينجيانغ
.
```

كان اليابانيون يخططون لغزو نينغشيا من سوييوان في عام 1939 ويخلقوا دولة صورية لمسلمي الهوي.وفي عام 1940، تمت هزيمة اليابانيون عسكريًا من قبل ما هونغ بين، الذي تسبب في انهيار خطتهم. شنت قوات من الهوي المسلمة في هاو ماين المزيد من الهجمات ضد اليابان في معركة غرب سويوان .
أصبح ما هونغ بين قائد الفيلق 81 خلال الحرب الصينية اليابانية الثانية والحرب العالمية الثانية. في عام 1940 في معركة وويوان، قاد ما هونغ بين الفيلق ال 81 ضد اليابانيين. وألحق الهزيمة باليابانيون حيث كانت قواته مكونه من قوات صينية مسلمة واستعاد ويوان . وطوال الحرب، واصل ما هونغ بين العمليات العسكرية ضد اليابانيين وحلفائهم المنغوليين.
كان جيش ما هونغ بين متألف من أفراد من العشائر وأفراد من مناطق الإقطاعية. وكان رئيس أركانه في فيلق 81، هو شقيقه ما شيانغ ليانغ..
وأفادت الرابطة الآسيوية أنه قاد الفيلق الرابع والثمانين من الجيش.
بعد الحرب، أصبح مستشاراً كبيرًا في مقر قيادة الجيش الشمالي الغربي. عندما استقال ابن عمه ما هونغكوي من منصبة وهرب إلى تايوان، تم نقل تلك المناصب إلي ما هونغ بين. في عام 1949 خلال الحرب الأهلية الصينية، عندما كان جيش التحرير الشعبي يقترب من الشمال الغربي، قاد ما هونغ بين وابنه ما دونجينغ الفيلق 81 للعبور إلى الجانب الشيوعي. تم تعيينه نائبًا للرئيس (بعد إعادة تعيين نائب الحاكم) في مقاطعة قانسو. كما شغل منصب نائب مدير لجنة الشؤون العرقية وعضو لجنة الدفاع الوطنى لجمهورية الصين الشعبية. وتوفي في لانتشو في عام 1960.

## المناصب
- حاكم مقاطعة نينغشيا، 1921 - 1928
- قائد الفرقة الثانية والعشرين، 1928 -؟
- رئيس حكومة مقاطعة نينغشيا، 1930
- رئيس مجلس مقاطعة قانسو، 1930 - 1931
- ضابط عام يقود الفيلق رقم 81، 1938 - 1945
- قائد المجموعة 17 الجيش، 1940 - 1941
- نائب القائد العام لجيش المجموعة الخامسة عشر

## الروابط الخارجية
- Rulers
- 民国军阀派系谈 (The Republic of China warlord cliques discussed ) http://www.2499cn.com/junfamulu.htm
- Ma Hongbin
- http://bbs.tiexue.net/post_9138750_1.html نسخة محفوظة 28 أبريل 2018 at Archive.is